# TRIANGLE DERBY
TRIANGLE DERBY（トライアングル・ダービー）は、スターダム主催により開催される、女子プロレスの6人タッグマッチによるリーグ戦とトーナメント戦である。2023年に第1回が開催された。
TRIANGLE DERBYⅠはレッドとブルーの2つのトライアングルに分けてレッド対ブルーの総当たり対抗戦を行う。公式戦は15分1本勝負。勝ち2、引分1、負け0の得点制で、各トライアングル上位2チームずつが準決勝に進出、決勝を制したチームが優勝となる。
2回目となるTRIANGLE DERBY 2024はワンデートーナメント戦として行われ、1回戦と準決勝が15分1本勝負で1回戦は時間切れ引き分けか両軍リングアウトは両軍失格となるルールを起用し、決勝は無制限1本勝負で行われる。

## TRIANGLE DERBYⅠ（2023年）
参加14組
トライアングルレッド
- 高橋奈七永（フリー）&優宇（プロレスリングEVE）&水森由菜（フリー）【7Upp】 11点※準決勝進出
- 中野たむ&なつぽい&SAKI（COLOR'S）【COSMIC ANGELS】 10点※準決勝進出
- 林下詩美&上谷沙弥&AZM【Queen’s Quest】 9点
- 白川未奈&ザイヤ・ブルックサイド&マライア・メイ【Club Venus】[3] 8点
- スターライト・キッド&琉悪夏&梅咲遥（ディアナ）【UNIQUE GLARE】 6点
- ジュリア&テクラ&桜井まい【バリバリボンバーズ】 6点
- 岩谷麻優&向後桃&羽南【H&M’s】 2点

トライアングルブルー
- 世羅りさ（プロミネンス）＆鈴季すず（同）＆柊くるみ（同）【PROMINENCE】  10点※優勝
- 朱里&MIRAI&壮麗亜美【暴れん坊GE】  10点※準優勝
- 葉月&コグマ&飯田沙耶【同級生ず】  9点
- ラム会長（666）&雪妃真矢（フリー）&尾崎妹加（同）【Rebel&Enemy】  8点
- 刀羅ナツコ&渡辺桃&鹿島沙希【ゴールドシップ】  8点
- 舞華&ひめか&レディ・C【舞ひめ With C】  4点
- 月山和香&網倉理奈（COLOR'S）&櫻井裕子（同）【Lollipop】  0点

内容
計14チームが2つのリーグ戦に分けての対抗戦形式で戦う初の大会は1月3日に横浜武道館で開幕、3月4日の国立代々木競技場第二体育館で準決勝と決勝が行われた。
準決勝を制して決勝進出を果たしたのは暴れん坊GEとPROMINENCEのトライアングルブルー勢だが、PROMINENCEは決勝にアーティスト・オブ・スターダム王座を賭ける事を表明し、暴れん坊GEも承諾して実現した。
そのアーティスト王座も賭けられた決勝はチームワークの差でPROMINENCEが圧倒。最後は鈴季すずがテキーラショットからの連続ジャーマンスープレックスホールドでMIRAIを降したPROMINENCEが初代TRIANGLE DERBYチャンピオンになると同時にアーティスト王座も防衛した。

## TRIANGLE DERBY 2024 ワンデートーナメント
参加8組
- 朱里&MIRAI&壮麗亜美「暴れん坊GE」 ※優勝
- ジュリア&テクラ&桜井まい「バリバリボンバーズ」 ※準優勝
- 刀羅ナツコ&渡辺桃&スターライト・キッド ※準決勝敗退
- 鈴季すず&星来芽依&メーガン・ベーン ※1回戦両軍失格
- 林下詩美&上谷沙弥&AZM ※1回戦両軍失格
- レディ・C&妃南&天咲光由 ※1回戦不戦敗[4]
- 岩谷麻優&羽南&飯田沙耶 ※1回戦敗退
- 琉悪夏&吏南&フキゲンです★ ※1回戦敗退

内容
計8チームによるワンデートーナメントとして1月3日に横浜武道館で行われた。
1回戦を相手組の欠場による不戦勝、準決勝も相手ブロックの両軍失格による不戦勝のジュリア&テクラ&桜井まいのバリバリボンバーズと、大江戸隊との2試合を勝ち抜いた朱里&MIRAI&壮麗亜美のGod's Eye組が決勝進出を果たし、バリバリボンバーズが持つアーティスト・オブ・スターダム王座が賭けられた決勝は総力戦の末、朱里が朱世界でテクラを降してGod's Eye組が優勝すると同時にアーティスト王座も奪取した。